# یانوس نومسالو
یانوس نومسالو (استونیایی: Jaanus Nõmmsalu؛ زادهٔ ۱۹ ژانویهٔ ۱۹۸۱) بازیکن والیبال اهل استونی است.